# Dyaul
Dyaul (auch Djaul oder ehemals Sandwichinsel) ist eine Insel vor der Küste der Insel Neuirland im Norden von Papua-Neuguinea. Sie ist Teil des Bismarck-Archipels und gehört administrativ zur Tikana Rural Local-Level Government Area der Provinz New Ireland.

## Geographie
Dyaul wird durch den 14 km breiten Gazelle-Kanal von der südwestlichen Küste Neuirlands getrennt. Im nördlichen Teil der Insel befindet sich der andesitische, 226 m hohe Mount Bendemann (Kulebetet), benannt nach dem kaiserlichen Admiral Felix von Bendemann. Die durchschnittliche Geländehöhe beträgt 60 m und wird hauptsächlich aus gehobenen Korallenkalken gebildet. Im Westen vorgelagert ist die kleine Insel Mait mit dem 230 m hohen Dietert Peak. Sie wird durch den schmalen Mait-Kanal von Dyaul getrennt. Die Inseln Leamon und Kalawurima befinden sich vor der Südküste.

## Bewohner
Die Einwohner leben hauptsächlich in sieben Dörfern. Die größten Orte sind Sumuna mit der Missionsstation an der Nordküste, sowie Lapai, Piliwa und Karia im Osten. Auf Dyaul werden, Tok Pisin nicht mitgerechnet, zwei Sprachen gesprochen: Tigak und Tiang. Tigak spricht man in zwei Dörfern im westlichen Teil, Tiang im Rest der Insel. Der Dyaul- oder Bismarck-Monarch ist auf Dyaul endemisch.

## Geschichte
Die Insel wird wahrscheinlich seit etwa 1500 v. Chr. von Melanesiern bewohnt. 1767 wurde die Insel von dem britischen Seefahrer und Entdecker Philipp Carteret entdeckt. Das Gebiet kam im Jahr 1885 unter deutsche Verwaltung und gehörte seit 1899 zu Deutsch-Neuguinea. Während des Ersten Weltkrieges eroberten australische Truppen die Insel. Nach dem Krieg wurde sie als Mandat des Völkerbundes von Australien verwaltet.
Von 1942 bis 1944 wurde Dyaul von Japan besetzt, kehrte aber 1949 in australische Verwaltung zurück, bis Papua-Neuguinea 1975 unabhängig wurde.